# ГАЕС Ла-Муела-Кортес
ГАЕС Ла-Муела-Кортес — гідроелектростанція на сході Іспанії. Розташована у середній течії річки Хукар, яка впадає у Валенсійську затоку Середземного моря.
Як нижній резервуар станція використовує водосховище ГЕС Кортес ІІ. Його утримує арково-гравітаційна гребля висотою 116 метрів та довжиною 312 метрів, на спорудження якої пішло 682 тис. м3 матеріалу. Вона утворила водойму площею поверхні 6,8 км2 та об'ємом 118 млн м3.
Верхній резервуар створений штучно на висотах правого берегу Хукару за допомогою кам'яно-накидної дамби із асфальтовим ущільненням висотою 39 метрів та довжиною 4,5 км, яка потребувала 3,5 млн м3 матеріалу. Площа поверхні цього сховища 1,15 км2, об'єм 20 млн м3.
Машинний зал станції споруджений у підземному виконанні та має розміри 111х31,5 метра і висоту 47 метрів. Він обладнаний трьома оборотними турбінами типу Френсіс, які видають загальну потужність 628 МВт у турбінному та 555 МВт у насосному режимах. При цьому максимальний напір становить 524 метри, підйом — 522 метри.
Зв'язок з енергосистемою відбувається по ЛЕП, що працює під напругою 400 кВ.